# Saint-Sulpice (Puy-de-Dôme)
Saint-Sulpice ist eine französische Gemeinde mit 85 Einwohnern (Stand: 1. Januar 2022) im Département Puy-de-Dôme in der Region Auvergne-Rhône-Alpes. Sie gehört zum Arrondissement Riom und zum Kanton Saint-Ours (bis 2015: Kanton Bourg-Lastic).

## Geographie
Saint-Sulpice liegt etwa 40 Kilometer westsüdwestlich von Clermont-Ferrand. Umgeben wird Saint-Sulpice von den Nachbargemeinden Lastic im Norden und Nordwesten, Bourg-Lastic im Norden und Westen, Saint-Julien-Puy-Lavèze im Osten und Südosten, Saint-Sauves-d’Auvergne im Südosten, Avèze im Süden sowie Messeix im Südwesten.
Die Flüsse Dordogne und Clidane tangieren das Gemeindegebiet. Außerdem führt die Autoroute A89 durch die Gemeinde.

## Bevölkerungsentwicklung
| Jahr                       | 1962 | 1968 | 1975 | 1982 | 1990 | 1999 | 2006 | 2013 |
| Einwohner                  | 159  | 149  | 132  | 140  | 109  | 113  | 104  | 90   |
| Quellen: Cassini und INSEE |      |      |      |      |      |      |      |      |

## Sehenswürdigkeiten
- Kirche Saint-Sulpice-le-Pieux